# Generalna havarija
Generalna havarija je svaka izvanredna žrtva ili zadatak namjerno i razborito učinjen ili podnesen radi zajedničke sigurnosti i očuvanja od neposredne opasnosti i imovine koja sudjeluje u zajedničkom pomorskom pothvatu. Tako žrtvovana imovina i učinjeni izdatci nadoknađuju se od strane svih onih čija je imovina sudjelovala u poduhvatu i to razmjerno vrijednosti imovine svakog od njih prema ukupnoj vrijednosti svih sudionika. 